# 12626 Timmerman
12626 Timmerman eller 1116 T-1 är en asteroid i huvudbältet som upptäcktes den 25 mars 1971 av den nederländsk-amerikanske astronomen Tom Gehrels och det nederländska astronomparet Ingrid van Houten-Groeneveld och Cornelis Johannes van Houten vid Palomarobservatoriet. Den är uppkallad efter fysikern Petronella Johanna de Timmerman.
Asteroiden har en diameter på ungefär 7 kilometer.